# منثنيات المنخرين
منثنيات المنخرين (الاسم العلمي: Strepsirrhini) أو الرئيسيات الرطبة الأنف هي رتيبة من الرئيسيات التي تشتمل الرئيسيات من ليموريات الشكل، والتي تتشكَّل من الليمور في مدغشقر، الغلاغو والبوتو في أفريقيا، واللوريس في الهند وجنوب شرق أسيا. وأيضاً تنتمي إلي الرتيبة المنقرضة أدبيات الشكل، تنوع وانتشار المجموعات والذي نما بشكل كبير خلال العصر الإيسونني (56-34 مليون سنة مضت) في أوروبا، أمريكا الشمالية وأسيا، ولكن اختفت من نصف الكرة الشمالي لبرودة الجو. اندثرت أخر أدبيات الشكل في نهاية العصر الميسوني (7 م.س.م). يشار إلي أدبيات الشكل في بعض الأحيان علي كونها شبيهات بالليمور، كذلك أختلاف كلا الليموريات عن أدبيات الشكل لم يدع هذه التفرقة. التصنيفين الرائدين للرتيبة تقسم منثنيات المنخرين الباقية إلى فيلقين (ليموريات وأشباهها ولوريسيات وأشباهها) ضمن تحت رتبة ليموريات الشكل أو إلي تحت رتبين ليموريات الشكل ولوريسات الشكل. تنوب الرتبية عن مجموعة مرتبطة بها، وأستبدلت الاستخدام الموسع والآن إهملت رتيبة القرود البدائية التي تشمل ممنثنيات المنخرين والترسيريات، تصنيف المجموعات يتركز أساسياً علي الميزات التشريحية المشتركة. في الوقت الحالي تستثني الترسريات من منثنيات المنخرين، والتي تجمع الآن في رتبية أساسية من الرئيسيات.النسناسيات بسيطة الأنف جنبا إلى جنب مع القردة أشير أعتيادياً بطريقة غير ملائمة إلي منثنيات المنخرين علي أنها «الأحفوريات الحية» أو «الرئيسيات البدائية» عوضاً عن ذلك، فهي قد تطورت لألاف السنين تحت ما يعرف بالانتقاء الطبيعي، وقد تشعبت لتملئ الكثر من المثاوي البيئية. بعض من سماتها قد يكون موروث من الرئيسيات، بينما يمات أخرى هي فريدة لذي منثنيات المنخرين.
تًعرف منثنيات المنخرين بأنفهم الرطب. أدمغة منثنيات المنخرين صغيرة بالمقارنة مع أدمغة القردة، بصلة شمية لحاسة الشم، عضو ميكعي أنفي لأكتشاف الفيرومونات، والرحم ثنائي القرن مع مشيمة ظهارية مثيمائيية. تحوي أعينهم طبقات عاكسة لتحسين الرؤية الليلية لديها، مأخذ العين تحوي حلقة من العظام حول العين، لكنها تفتقر إلي جدار من العظام خلفها. تنتج رئيسيات منثنية الأنف فيتامين سي بأنفسها، في حين تحصل علية النسناسيات بسيطة الأنف عليه من أنظمتها الغذائية. ليموريات الشكل تتصف بمشط أسنانها، وموضع مخصص للأسنان في المقدمة، الأجزاء المنخفضة من الفم عادة ما تسنخدم لتمشيط الفرو أثناء الأستمالة. كثيراً ما يستخدم مشط الأسنان علي نحو غير دقيق لوصف جميع منثنيات المنخرين هي فردة لليموريات الشكل ولم يكن موجودة بين أدبيات الشكل. ليموريات الشكل تستمل فموياً، وامتلكت مخلب استمالة في الإصبع الثاني لكل قدم لحك المناطق التي يتعذر حكها بالفم واللسان. ومن غير الواضح إذ كانت ادبيات الشكل تمتلك مخلب استمالة.

## أصل الكلمة
يشتق اسم "Strepsirrhini" التصنيفي من الكملة الإغريقية "στρεψίς" (ستريسز (strepsis) أو «التحول [نحو الداخل]») وكلمة "ῥινός" (rhinos، وتعني «الأنف») التي تشير إلى ظهور مناخر منثنية على الأنف الرطب. ولقد استخدم إيتيان جوفروا سانت ايلار هذا الاسم لأول مرة في عام 1812 كرتبة فرعية بالمقارنة بالرتبتين الصغريين سعادين العالم الجديد (Platyrrhini، وتعني حرفيًا "أفطس" أي عريض الأنف) وسفليات المنخرين (Catarrhini) التي تشمل البشر وجميع قرود العالم القديم بما في ذلك سعادين العالم القديم والقرود البشرية. وخلال وصفه قام بذكر «لي نارين تيرمنال إي سينيوزي (Les narines terminales et sinueuses)» («المناخر المنثنية والمُصَفَّية»).

## تاريخ التطور والتصنيف
تتكون الرتيبة «ستريبهيرني» من 13 فصيلة تنقسم إلى مجموعتين. تتمثل المجموعة الأولى في دون رتبة ليموريات الشكل التي تشتمل على الليمور الموجود في مدغشقر وكذلك اللورس والبوتو والطنج. بينما تتمثل المجموعة الثانية في دون رتبة أدبيات الشكل المنقرضة.
ولقد عملت مخططات التصنيف الأولى على تقسيم رتبة الحيوانات الرئيسية إلى الرتب الفرعية لأسلاف القردة (القرود البدائية) والقرود (السعادين والقرود البشرية). ومع ذلك، اتضح أن الأبخص (Tarsier) الذي ينتمي إلى أسلاف القردة يكون أكثر قرابة إلى سيميان. ويتم وضع ما تبقى من «بروزيميان» في الوقت الحالي في رتبة «ستريبهيرني» بينما يتم توحيد «تارسير» في الوقت الحالي مع «أشباه البشر (anthropoids)» (سيميانز) في «هالوبهيرني (Haplorrhini)».
- الرتبة الرئيسيات
  - الرتيبة ستريبهيرني
    - دون رتبة † أدبيات الشكل
      - العائلة الفائقة †الآدابوديات (Adapoidea)
        - الفصيلة †الآدابوديات
        - الفصيلة †نوثاكادريات (Notharctidae)
        - الفصيلة †سيفلادابيديات (Sivaladapidae)

    - دون رتبة ليموريات الشكل
      - العائلة الفائقة ليمورديات (lemuroidea)
        - الفصيلة †الآركيوليمورديات (Archaeolemuridae)
        - الفصيلة تشيروجاليديات (Cheirogaleidae)
        - الفصيلة الدوبينتونديات (Daubentoniidae)
        - الفصيلة الإندريديات (Indriidae)
        - الفصيلة الليمورديات (Lemuridae)
        - الفصيلة الليبيلمورديات (Lepilemuridae)
        - الفصيلة †ميجالادابيديات (Lepilemuridae)
        - الفصيلة †باليوبروبيثيديات (Palaeopropithecidae)

      - العائلة الفائقة اللوريسويديات (Lorisoidea)
        - الفصيلة اللوريسويديات
        - الفصيلة غالاغيديات (Galagidae)

## التشريح

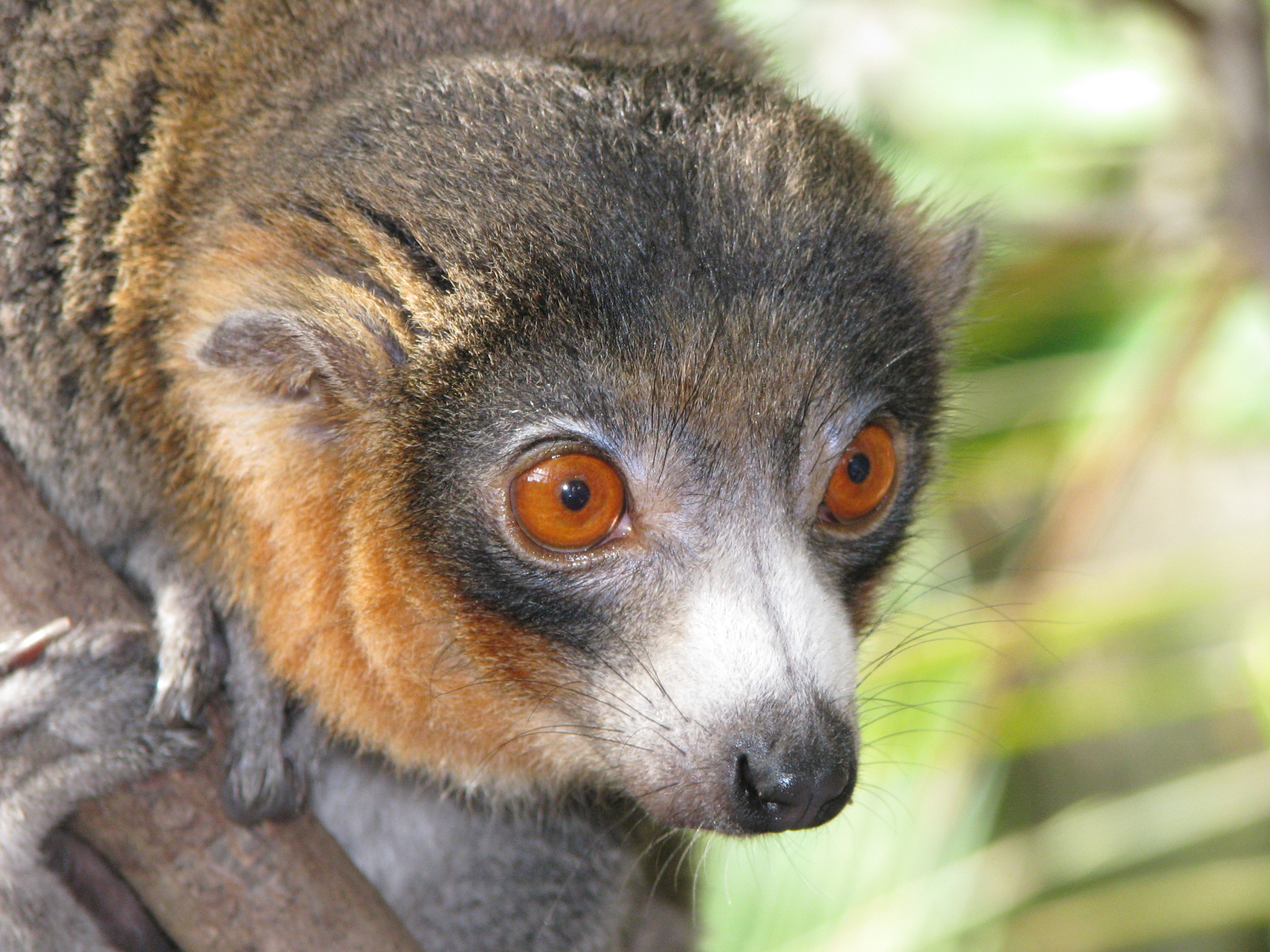
تتسم "الاستريبهيرنز" بامتلاكها خطمًا طويلاً عادة وأنفًا رطبة.

ويعتبر المتخصصون في مجال الرئيسيات أن منثنيات المنخرين يملك تعديلات وسمات أسلاف أكثر تطورية من أبناء عمومتهم (Haplorhini) هابلورهين (haplorhine) («الأنف الجاف»، باللغة الإغريقية «الأنف البسيط»). وتتصل أنفه الرطبة بالشفة العلوية التي تتصل بدورها باللثة مما يؤدي إلى تقييد التعبيرات الوجهية التي يمكنهم إصدارها. ويكون دماغه صغير الحجم بالنسبة للجسم مما يشير إلى قلة تطور القدرة المعرفية لديه. وتكون فصوص الشم لديه كبيرة الحجم مما يشير إلى مفهوم أنه يمتلك حاسة شم قوية للغاية. وتتم إطالة خطومه بصفة عامة مما يعطيه مظهر الكلب على الرغم من أن هذا الأمر ينطبق على بعض القردة أيضًا. ويملك «الاستريبهيرنز» خط خلف الحجاج (postorbital bar) على خلاف «هابلورهينز» (haplorrhines). كما أن «الاستريبهيرنز» قد احتفظ أيضًا بالقدرة على تصنيع حمض الاسكوربيك (ascorbic acid) على المستوى الإنزيمي وهي القدرة التي فقدها جميع «هابلورهينز» بما فيها التارسيريات (Tarsiidae).
.
وباستثناء آي آي، تملك جميع حيوانات «الاستريبهيرنز» الحية مشط أسنان قاطعة ومجمعة بإحكام وأسنان كلبية (canine teeth) تستخدم في الاستمالة. وهناك تطور جمالي آخر يتمثل في وجود مخلب تويلت (toilet-claw) على إصبع القدم الثاني لدى جميع حيوانات «الاستريبهيرنز» بينما يكون إصبع القدم الكبير مفصولاً عن الأصابع الأخرى مما يسمح بوجود قبضة محكمة تستخدم في التنقل.
ويكون العديد من هذه الحيوانات من الحيوانات الناشطة ليلا كما تملك جميعًا بساط (tapetum) وهو عبارة عن طبقة لامعة عاكسة خلف أعينها على الرغم من أن العديد من أنواع النهارية مثل الليمور مستدير الذيل تمتلك هذه الطبقة كذلك. وتملك العديد من الأنواع الناشطة ليلاً أيضًا حاسة سمع قوية للغاية بالإضافة إلى آذان يمكنها الحركة بشكل مستقل مما يسمح لها بسماع الأصوات بشكل أفضل.
ويختلف تكاثر «لاستريبهيرنز» إلى حد كبير عن تكاثر «هابلورهينز». فبدلاً من وجود دروة فردية، فإن حيوانات «الاستريبهيرنز» لديها موسم تتزاوج فيه. كما يوجد لديها مجموعة كبيرة من الذرية وتملك الأنثى رحمًا على شكل حرف "Y" (ذو قرنين (bicornate uterus)) كما يوجد لديها غالبًا مجموعات متعددة من الحلمات.

### المواد العلمية المستشهد بها
- Ankel-Simons، F. (2007). Primate Anatomy (ط. 3rd). Academic Press. {{استشهاد بكتاب}}: الوسيط |ref=harv غير صالح (مساعدة) والوسيط غير المعروف |الرقم المعياري= تم تجاهله يقترح استخدام |ردمك= (مساعدة)
- Geoffroy Saint-Hilaire, E. (1812). [<a href='http://books.google.com/books?id=TV0NAQAAIAAJ&pg=PA156'>http://books.google.com/books?id=TV0NAQAAIAAJ&pg=PA156</a> "Suite au tableau des quadrumanes. Seconde famille. Lemuriens. Strepsirrhini"]. Annales du Muséum d'Histoire Naturelle (بالفرنسية). 19: 156–170. {{استشهاد بدورية محكمة}}: الوسيط |ref=harv غير صالح (help) and تحقق من قيمة |مسار= (help)
- Groves, C. P. (2005). "Strepsirrhini". In Wilson, D. E.; Reeder, D. M (eds.). Mammal Species of the World (بالإنجليزية) (3rd ed.). Baltimore: Johns Hopkins University Press. p. 111. ISBN:0-801-88221-4. OCLC:62265494. {{استشهاد بكتاب}}: الوسيط |ref=harv غير صالح (help)
- Osman Hill، W.C. (1953). Primates Comparative Anatomy and Taxonomy I—Strepsirhini. Edinburgh Univ Pubs Science & Maths, No 3. Edinburgh University Press. OCLC:500576914. {{استشهاد بكتاب}}: الوسيط |ref=harv غير صالح (مساعدة)
- Vaughan، T.؛ Ryan، J.؛ Czaplewski، N. (2011). "Chapter 12: Primates". [<a href='http://books.google.com/books?id=LD1nDlzXYicC&pg=PA167'>http://books.google.com/books?id=LD1nDlzXYicC&pg=PA167</a> Mammalogy] (ط. 5th). Jones & Bartlett Learning. {{استشهاد بكتاب}}: الوسيط |ref=harv غير صالح (مساعدة)، الوسيط غير المعروف |الرقم المعياري= تم تجاهله يقترح استخدام |ردمك= (مساعدة)، وتحقق من قيمة |مسار= (مساعدة)